# 8488 d'Argens
8488 d'Argens eller 1989 SR1 är en asteroid i huvudbältet som upptäcktes den 26 september 1989 av den belgiske astronomen Eric W. Elst vid La Silla-observatoriet. Den är uppkallad efter den franske upplysningsfilosofen Jean-Baptiste de Boyer.